# Saint-Servant
Saint-Servant (bret. Sant-Servant-an-Oud) – miejscowość i gmina we Francji, w regionie Bretania, w departamencie Morbihan.
Według danych na rok 1990 gminę zamieszkiwało 830 osób, a gęstość zaludnienia wynosiła 37 osób/km² (wśród 1269 gmin Bretanii Saint-Servant plasuje się na 646. miejscu pod względem liczby ludności, natomiast pod względem powierzchni na miejscu 441.).